# Montenegrinischer Fußballpokal 2016/17
Der Montenegrinischer Fußballpokal 2016/17 (Kup Crne Gore) war die elfte Austragung des Pokalwettbewerbs im Fußball in Montenegro seit der Unabhängigkeit im Juni 2006. Pokalsieger wurde der FK Sutjeska Nikšić, der sich im Finale gegen den FK Grbalj Radanovići durchsetzte. Titelverteidiger FK Rudar Pljevlja war im Halbfinale gegen den späteren Finalisten ausgeschieden.
Durch den Sieg im Finale qualifizierte sich Sutjeska für die 1. Qualifikationsrunde der UEFA Europa League 2017/18.

## Modus
In der 1. Runde wurde der Sieger in einem Spiel ermittelt. Stand es nach der regulären Spielzeit von 90 Minuten unentschieden, kam es ohne Verlängerung direkt zum Elfmeterschießen.
Im Achtel-, Viertel- und Halbfinale wurden die Sieger in Hin- und Rückspiel ermittelt. Bei Torgleichheit entschied zunächst die Anzahl der auswärts erzielten Tore, danach ohne Verlängerung ein Elfmeterschießen.
Das Finale wurde dagegen im Falle eines Remis zunächst verlängert und gegebenenfalls durch Elfmeterschießen entschieden.

## Teilnehmende Teams
| Prva Liga (12) | Druga Liga (12) | Treća Liga (6) |
| --- | --- | --- |
| - FK Bokelj Kotor - FK Budućnost Podgorica - FK Dečić Tuzi - FK Grbalj Radanovići - FK Iskra Danilovgrad - FK Jedinstvo Bijelo Polje - FK Lovćen Cetinje - FK Mladost Podgorica - OFK Petrovac - FK Rudar Pljevlja - FK Sutjeska Nikšić - FK Zeta Golubovci | - FK Berane - FK Bratsvo Cijevna - FK Čelik Nikšić - FK Cetinje - FK Grafičar Podgorica - FK Ibar Rožaje - FK Igalo 1929 - FK Jezero Plav - FK KOM Podgorica - FK Mornar Bar - FK Otrant-Olympic Ulcinj - FK Radnički Berane | - FK Brskovo Mojkovac (Sieger Nord) - FK Petnjica (Finalist Nord) - FK Mladost Lješkopolje (Sieger Zentrum) - FK Gorštak (Finalist Zentrum) - FK Hajduk Bar (Sieger Süd) - FK Sloga Bar (Finalist Süd) |

## 1. Runde
Die letztjährigen Finalisten FK Rudar Pljevlja und FK Budućnost Podgorica erhielten ein Freilos.
| Datum      |                           | Ergebnis        |                       |
| ---------- | ------------------------- | --------------- | --------------------- |
| 20.09.2016 | FK Sloga Bar              | 0:6             | FK Lovćen Cetinje     |
| 21.09.2016 | FK Bratsvo Cijevna        | 0:3             | FK Grbalj Radanovići  |
| 21.09.2016 | OFK Petrovac              | 3:0             | FK Grafičar Podgorica |
| 21.09.2016 | FK Jedinstvo Bijelo Polje | 0:0 (4:2 i. E.) | FK Čelik Nikšić       |
| 21.09.2016 | FK Bokelj Kotor           | 2:0             | FK Mornar Bar         |
| 20.09.2016 | FK Hajduk Bar             | 0:8             | FK Mladost Podgorica  |
| 20.09.2016 | FK Ibar Rožaje            | 1:3             | FK Iskra Danilovgrad  |
| 21.09.2016 | FK Jezero Plav            | 0:4             | FK Zeta Golubovci     |
| 21.09.2016 | FK Sutjeska Nikšić        | 5:0             | FK Radnički Berane    |
| 20.09.2016 | FK Igalo 1929             | 0:4             | FK Dečić Tuzi         |
| 20.09.2016 | FK Petnjica               | 0:2             | FK KOM Podgorica      |
| 21.09.2016 | FK Brskovo Mojkovac       | 1:1 (4:2 i. E.) | FK Gorštak            |
| 21.09.2016 | FK Otrant-Olympic Ulcinj  | 1:1 (4:5 i. E.) | FK Berane             |
| 21.09.2016 | FK Mladost Lješkopolje    | 0:0 (4:2 i. E.) | FK Cetinje            |

## Achtelfinale
| Datum             |                      | Gesamt    |                           | Hinspiel | Rückspiel |
| ----------------- | -------------------- | --------- | ------------------------- | -------- | --------- |
| 28.09./26.10.2016 | FK Zeta Golubovci    | 2:3       | FK Sutjeska Nikšić        | 0:1      | 2:2       |
| 28.09./26.10.2016 | FK KOM Podgorica     | 1:6       | FK Budućnost Podgorica    | 1:5      | 0:1       |
| 28.09./26.10.2016 | OFK Petrovac         | 3:2       | FK Jedinstvo Bijelo Polje | 3:0      | 0:2       |
| 28.09./26.10.2016 | FK Grbalj Radanovići | 4:3       | FK Mladost Podgorica      | 3:1      | 1:2       |
| 28.09./26.10.2016 | FK Rudar Pljevlja    | (a)1:1(a) | FK Dečić Tuzi             | 0:0      | 1:1       |
| 28.09./26.10.2016 | FK Brskovo Mojkovac  | 2:5       | FK Lovćen Cetinje         | 2:4      | 0:1       |
| 28.09./26.10.2016 | FK Iskra Danilovgrad | 5:2       | FK Mladost Lješkopolje    | 4:1      | 1:1       |
| 28.09./26.10.2016 | FK Bokelj Kotor      | 3:0       | FK Berane                 | 1:0      | 2:0       |

## Viertelfinale
| Datum             |                        | Gesamt          |                      | Hinspiel | Rückspiel |
| ----------------- | ---------------------- | --------------- | -------------------- | -------- | --------- |
| 02.11./30.11.2016 | FK Iskra Danilovgrad   | 3:1             | FK Lovćen Cetinje    | 1:0      | 2:1       |
| 02.11./30.11.2016 | OFK Petrovac           | 1:1 (3:4 i. E.) | FK Sutjeska Nikšić   | 1:0      | 0:1       |
| 02.11./30.11.2016 | FK Budućnost Podgorica | (a)2:2(a)       | FK Grbalj Radanovići | 2:1      | 0:1       |
| 02.11./30.11.2016 | FK Rudar Pljevlja      | 2:1             | FK Bokelj Kotor      | 1:1      | 1:0       |

## Halbfinale
| Datum             |                      | Gesamt |                      | Hinspiel | Rückspiel |
| ----------------- | -------------------- | ------ | -------------------- | -------- | --------- |
| 02.11./30.11.2016 | FK Iskra Danilovgrad | 3:9    | FK Sutjeska Nikšić   | 0:5      | 3:4       |
| 02.11./30.11.2016 | FK Rudar Pljevlja    | 1:2    | FK Grbalj Radanovići | 1:1      | 0:1       |

## Finale
| Paarung              | FK Sutjeska Nikšić – FK Grbalj Radanovići |
| Ergebnis             | 1:0 (0:0) |
| Datum                | 31. Mai 2017 um 20:30 Uhr MESZ |
| Stadion              | Gradski Stadion pod Goricom, Podgorica |
| Zuschauer            | 5.000 |
| Schiedsrichter       | Milovan Milačić |
| Tore                 | 1:0 Vlaisavljević (72.) |
| FK Sutjeska Nikšić   | Vladan Giljen – Veljko Vuković, Stevan Kovačević (87. Igor Poček), Ivan Bošković (82. Dejan Zarubica), Stefan Lončar – Noboru Shimura, Miloš Vučić, Nikola Stijepović, Miljan Vlaisavljević – Miloš Bakrač, Slavko Damjanović Cheftrainer: Nikola Rakojević              |
| FK Grbalj Radanovići | Lazar Carević – Dragan Grivić, Marko Nikolić, Milan Zorica (79. Ivan Jablan), Šaleta Kordić – Milan Carević , Ćetko Manojlović (78. Đorđije Vukčević), Vojin Pavlović, Nemanja Nedić – Srđan Ajković (46. Ilija Vukotić), Bojan Lazarević Cheftrainer: Dragoljub Đuretić |
| Gelbe Karten         | Bakrač – Nedić |